# Ђорђе Мајсторовић
Ђорђе Мајсторовић (Чачак, 13. март 1990) српски је кошаркаш. Игра на позицијама крилног центра и центра, а тренутно је без ангажмана.

## Биографија
Мајсторовић је кошарку почео да тренира у чачанској Младости, а касније је прошао и кроз млађе категорије Партизана и Црвене звезде. У сезони 2009/10. наступао је за Махадаонду — шпанског нижелигаша чији је тренер тада био Никола Лончар. Лета 2010. потписао је вишегодишњи уговор са Црвеном звездом, али у припремном периоду није добио довољно прилике да се докаже и пред сам почетак сезоне је отпуштен. Уследила је једногодишња пауза, а потом је у сезони 2011/12. играо за Смедерево 1953. Наредне две сезоне провео је у словеначком Хелиосу. Лета 2014. поново је припреме почео са београдским црвено-белима, али га је убрзо ангажовао ваљевски Металац, где је провео две сезоне. Дана 28. јуна 2016. је потписао двогодишњи уговор са Партизаном. Након једне сезоне раскинуо је уговор са црно-белима. У сезони 2017/18. наступао је за МЗТ Скопље. У дресу МЗТ-а освојио је Куп Македоније за 2018. годину. Од 2018. до 2020. је био играч чачанског Борца. Наредне године потписао је за Чачак 94, у коме се задржао три сезоне.
Са репрезентацијом Србије је 2013. године освојио сребро на Медитеранским играма, као и бронзу на Универзијади.

## Успеси

### Клупски
- МЗТ Скопље:
  - Куп Македоније (1): 2018.

### Репрезентативни
- Универзијада:  2013.
- Медитеранске игре:  2013.